# Паозер
Паозер — река в Шабалинском районе Кировской области России, левый приток Ветлуги. Длина реки составляет 63 км, площадь водосборного бассейна — 830 км².
Высота устья — 124 м над уровнем моря.

## Данные водного реестра
По данным государственного водного реестра России относится к Верхневолжскому бассейновому округу, водохозяйственный участок реки — Ветлуга от истока до города Ветлуга, речной подбассейн реки — Волга от впадения Оки до Куйбышевского водохранилища (без бассейна Суры). Речной бассейн реки — (Верхняя) Волга до Куйбышевского водохранилища (без бассейна Оки).
Код объекта в государственном водном реестре — 08010400112110000040694.

### Притоки (км от устья)
- 8,8 км: река Берёзовка (лв)
- 9,4 км: река Верхняя Берёзовка (пр)
- 12 км: река Большой Нюрюг (лв)
- 20 км: река Богать (лв)
- 34 км: река Грязновка (лв)
- 43 км: река Галенка (пр)